# Rodine pri Trebnjem
Rodine pri Trebnjem je naselje u slovenskoj Općini Trebnju. Rodine pri Trebnjem se nalazi u pokrajini Dolenjskoj i statističkoj regiji Jugoistočnoj Sloveniji. 

## Stanovništvo
Prema popisu stanovništva iz 2002. godine naselje je imalo 77 stanovnika.